# کفرباسین
کفرباسین (به عربی: کفرباسین) یک روستا در سوریه است که در ناحیه حیش واقع شده‌است. کفرباسین ۱٬۳۷۰ نفر جمعیت دارد.